# تايكو

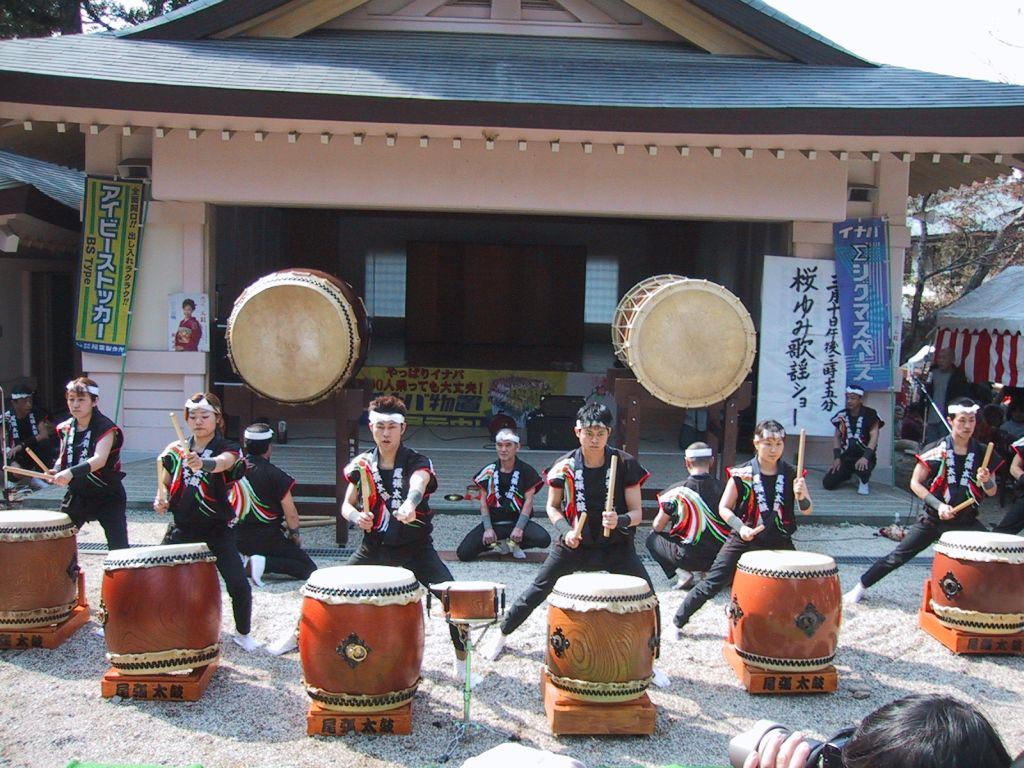
فرقة تايكو في اليابان

التايكو (太鼓) تعني «طبل» باللغة اليابانية. خارج اليابان الكلمة تشير إلى الشكل الفني الحديث نسبيا في قرع طبول التايكو.
الأداء المسرحي يستمر بين 5 إلى 25 دقيقة، ويزداد الأداء بالسرعة حتى الوصول إلى النهاية الكبرى.

## أجزاء الطبل
- كو - جسم الطبل.
- هارا - مركز الجلد.

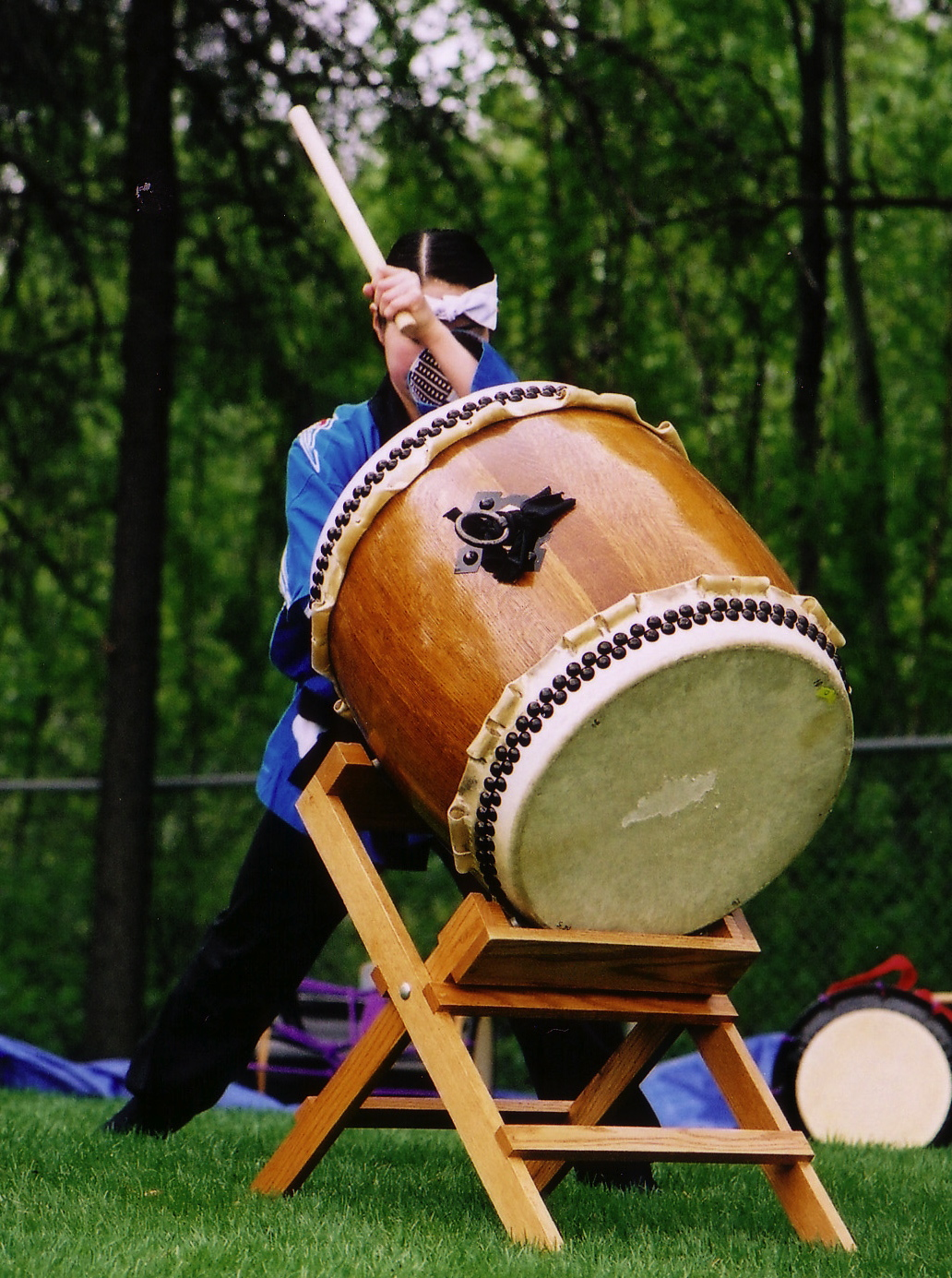
طبل تايكو

- فوتشي - الحافة العليا والسفلى للطبل.
- كاوا - الجلد.

## فرق مشهورة
- جوكو (ゴクウ)
- كودو (鼓童)
- ياماتو (和太鼓倭)
- أونديكوزا (鬼太鼓座)

## أنواع الأداء المسرحي
هناك أربعة أشكال مختلفة لأداء التايكو:
- متعدد الطبول، متعدد العازفين (複式複打法) - اثنان أو أكثر من العازفين يستخدمون أكثر من نوع من الطبول. هذا الشكل من الأداء منتشر بكثرة هذه الأيام.
- متعدد الطبول، عازف وحيد (複式単打法) - عازف وحيد يستخدم أكثر من نوع من الطبول.
- طبل واحد، متعدد العازفين (単式複打法) - اثنان أو أكثر من العازفين يستخدمون نوع واحد من الطبول.
- طبل واحد، عازف وحيد (単式単打法) - عازف وحيد يستخدم نوع واحد من الطبول.

## متعلقات

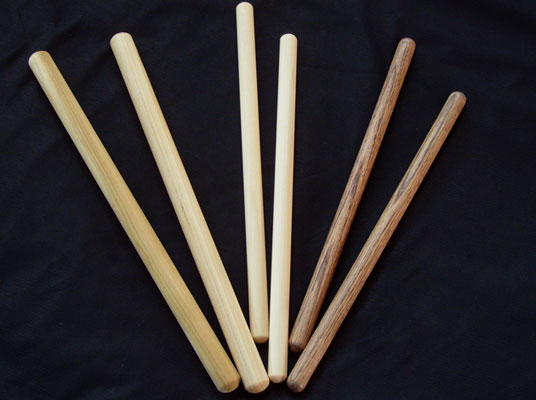
أنواع مختلفة من عصا الباتشي لقرع طبول التايكو

باتشي: وهي عصا خشبية مستقيمة تستخدم في قرع طبول التايكو

## مقالات ذات صلة
- كوتو ذو 17 وتر

## وصلات خارجية
- موقع للتعرف على أنواع وأصوات وطريقة تصنيع طبول التايكو
- موقع فرقة كودو
- موقع فرقة جوكو نسخة محفوظة 15 أكتوبر 2006 على موقع واي باك مشين.
- موقع فرقة ياماتو